# 퍼트리샤 힐 콜린스
패트리샤 힐 콜린스(Patricia Hill Collins, 1948년 5월 1일 ~ )는 미국의 사회학자이자 메릴랜드 대학교의 교수이다. 신시내티 대학교의 아프리카계 미국인 학과의 학장이었으며, 어메리컨 소시어라지컬 어소시에이션 카운슬(American Sociological Association Council)의 회장이었다. 콜린스는 ASA의 100번째 회장이었으며, 그 직책을 수행한 첫 번째 아프리카계 미국인 여성이었다.
콘린스의 저작은 아프리카계 미국인 공동체에서의 여성주의와 젠더를 포함하는 문제를 다룬다. 1990년에 처음으로 출판된 《흑인 페미니즘 사상》(Black Feminist Thought: Knowledge, Consciousness and the Politics of Empowerment)으로 전국적인 주목을 받았다.

## 같이 보기
- 지배의 매트릭스